# Дюффуа, Луи
Луи Дюффуа (фр. Louis Duffoy) — французский стрелок, серебряный призёр летних Олимпийских игр 1900 и призёр чемпионатов мира.
На Играх Дюффуа участвовал в соревнованиях по стрельбе из пистолета. В индивидуальном соревновании он занял 5-е место, набрав 442 очка. В командном соревновании его сборная заняла второе место, выиграв серебряные медали.
После Игр, Дюффуа участвовал в двух последующих чемпионатах мира — 1901 и 1902. На первом он получил серебро в соревнованиях по стрельбе из пистолета среди команд, а во втором — бронзу в таком же состязании.